# Wichitchai Chauyseenual
Wichitchai Chauyseenual (thailändisch วิชิตชัย ช่วยสีนวล; * 11. Juni 1992 in Phatthalung), auch als Chit bekannt, ist ein thailändischer Fußballspieler.

## Karriere
Wichitchai Chauyseenual stand bis November 2016 beim Sukhothai FC unter Vertrag. Der Verein aus Sukhothai (Stadt)Sukhothai spielte in der ersten Liga des Landes. Wo er vorher gespielt hat, ist unbekannt. 2017 verpflichtete ihn der Zweitligist Nakhon Pathom United FC. Am Ende der Saison musste er mit dem Verein aus Nakhon Pathom in die dritte Liga absteigen. Nach dem Abstieg verließ er Nakhon Pathom und schloss sich Mitte Dezember 2017 dem Nongbua Pitchaya FC an. Der Klub aus Nong Bua Lamphu spielte in der zweiten Liga. Sein Zweitligadebüt für Nongbua gab er am 1. Spieltag (15. Februar 2020) im Spiel gegen Kasetsart FC. Im März 2021 feierte er mit Nongbua die Zweitligameisterschaft und den Aufstieg in die erste Liga. Im Juni 2022 unterschrieb er einen Vertrag beim Zweitligaaufsteiger Nakhon Si United FC. Die Saison 2023/24 wurde er mit dem Verein Tabellenfünfter und qualifizierte sich somit für die Aufstiegsspiele zur ersten Liga. Hier konnte man sich jedoch nicht gegen den Rayong FC durchsetzen und verblieb in der zweiten Liga. Nach 53 Ligaspielen, in denen er drei Treffer erzielte, wurde sein Vertrag im Sommer 2024 nicht verlängert. Im August 2024 verpflichtete ihn der Drittligist Phatthalung FC. Mit dem Verein aus Phatthalung spielte er elfmal in der Southern Region der Liga. Ende Dezember 2024 kehrte er zu seinem ehemaligen Verein, dem Zweitligisten Nakhon Si United, zurück.

## Erfolge
Nongbua Pitchaya FC
- Thailändischer Zweitligameister: 2020/21  ▲